# 私立学校厚生事業連絡会
私立学校厚生事業連絡会（しりつがっこうこうせいじぎょうれんらくかい）は、
私立学校の生協・購買会による物品の共同仕入や情報交換を目的とする組織である。
1981年、6校の生協や購買会が参加して設立。
略称は私厚連（しこうれん）。

## 加盟校
2016年現在、18私立大学1専門学校での福利厚生を担う19の購買会や生協が加盟する。
- 青山学院大学　青山学院購買会
- 学習院大学・学習院女子大学　学習院蓁々会売店
- 國學院大學　國學院大學生活協同組合
- 実践女子大学　実践女子大学内寿書店
- 昭和女子大学　ショッププレリュード
- 駿河台大学　駿河台大学ショッピングセンター
- 専修大学　専大センチュリー
- 創価大学　創価大学サービスセンター
- 拓殖大学　拓殖大学購買会
- 中央大学　中央大学生活協同組合
- 東京工科大学 日本工学院八王子専門学校 東京工科大学・日本工学院八王子専門学校　高田商事サービスカウンター
- 東京国際大学　東京国際大学売店
- 東京女子大学　東京女子大学購買センター
- 東京電機大学　東京電機大学鳩山キャンパス売店 KINDEN Shop
- 東京都市大学　東京都市大学売店
- 日本工業大学　日本工業大学サービスセンター購買部
- 日本大学文理学部　日本大学文理学部書籍部売店 冨山房